# Arazap
Arazap (in armeno Արազափ?; fino al 1947 Evdzhilar e Evjilar) è un comune dell'Armenia di 1 502 abitanti (2010) della provincia di Armavir.